# Royalty (tijdschrift)
Royalty is een in 2007 opgericht tijdschrift over koninklijke families dat tienmaal per jaar verschijnt. 
Het stond vanaf de oprichting tot en met medio 2023 onder hoofdredacteurschap van Marc van der Linden. Het magazine werd in het begin voor korte tijd onder de titel Weekend Royalty op de markt gebracht, als zusterblad van weekblad Weekend. Elk nummer van Royalty heeft verhalen en interviews rondom royals (vorsten, koninklijke hoogheden) van over de hele wereld, met speciale aandacht voor de Oranjes en de Bourbon-Parma's. Het werd al gauw een concurrent van Vorsten, dat sindsdien een verjonging is aangegaan en zich meer onderscheidt als glossy. 
Jaarlijks verschijnen twee specials onder de titel De Oranjes, vaak gerelateerd aan bijzondere gebeurtenissen. Zo verscheen in 2013 rondom de troonswisseling de Beatrix 75 en de Willem-Alexander. 
Royalty wordt uitgegeven door Audax Publishing. 

## Oplage
Totaal betaalde gerichte oplage volgens NOM: 24.424 exemplaren.

## Speciale edities
- Beatrix 80
- Margriet 75
- WA 50
- Irene 75
- Willem-Alexander
- Beatrix 75
- Koninklijke Juwelen
- Koninklijke Huwelijken